# Jelzálogjog
Olyan szerződést biztosító kötelezettség, melyet jelzáloghitel felvételénél a bank bejegyeztet a hitel fedezetéül szolgáló ingatlanra a területileg illetékes Földhivatalnál. Az adós használhatja az ingatlant, de ha nem törleszti a hitelét a kölcsönszerződésnek megfelelően, akkor a jelzálogjog alapján a bank értékesítheti a felajánlott ingatlant. A zálogjog abszolút hatályú, azaz mindenkivel szemben hatályos, ha az ingatlan nyilvántartásba bejegyzik.
2010-07-01-től csak forint alapú hitelek mögé jegyezhető be jelzálogjog.

## Egyetemleges jelzálogjog
Ugyanazon követelés biztosítására, az ingatlan nyilvántartásban különböző tulajdoni lapokon nyilvántartott ingatlanokra bejegyzett jelzálogjog. Valamennyi, a kötelezettségbe bevont ingatlanra azonos összegű jelzálogjog kerül bejegyzésre, illetve az ingatlanok mindegyikének tulajdoni lapján utalás szerepel az egyetemlegességre. Jelzáloghitel esetén, ha pótfedezet bevonására van szükség, akkor banki követelmény lehet, hogy egyetemleges jelzálogjog kerüljön bejegyzésre az összes hitelbeügyletbe bevont fedezetre vonatkozóan.
Végrehajtás esetén, az egyetemleges jelzálogjog jogosultja tetszése szerint döntheti el, hogy melyik ingatlanból, esetleg mindegyik ingatlanból keres-e kielégítést.

## A zálogjog alanyai
A zálogjog alanyai közé tartozik a zálogjogosult (pl. bank), a személyes kötelezett (adós) és a zálogkötelezett (zálogingatlan/tárgy tulajdonosa). Az adós és a zálogkötelezett nem feltétlenül ugyanaz a személy.

## Zálogkötelezett
Az a személy, aki nem köteles a hitelt törleszteni, de felajánlja ingatlanát a hitel fedezeteként. Illetve az, akinek a hitelügyletben felajánlott ingatlanon bármilyen joga van (pl. haszonélvező, özvegyi jog jogosultja).

## Zálogjogosult
Az a jogi, vagy természetes személy, akinek a javára a zálogjog bejegyzés történik. Banki jelzáloghitel esetén a bank a zálogjogosult.

## Első ranghelyű zálogjog
A zálogjogok bejegyzése az ingatlan nyilvántartásba az iratok (pl. bankkal kötött kölcsön- és jelzálogszerződés) földhivatalba való benyújtásának sorrendjében történik. Ennek a sorrendnek (ún. ranghely) azért van jelentősége, mert ezen rangsornak megfelelően jutnak a zálogjogosultak (lakáshitel esetén a bankok) az ingatlan értékesítését követően a pénzükhöz abban az esetben, ha az adós nem fizeti meg a tartozását. Ez az oka annak, hogy a bankok többnyire tehermentes (jelzálogbejegyzés-mentes) ingatlant fogadnak csak el az általuk nyújtott hitelek fedezetéül.

## Jelzálogjog védjegyeken
A védjegyek és földrajzi árujelzők oltalmáról szóló 1997. évi XI. törvény rendelkezik a védjegyhez kapcsolódó és a védjegyoltalomból eredő jogok megterheléséről.

„Megterhelés
A védjegyhez kapcsolódó és a védjegyoltalomból eredő jogok megterhelhetők. Jelzálogjog alapításához a zálogszerződés írásba foglalása és a jelzálogjognak a védjegylajstromba való bejegyzése szükséges.”